# 농문화
농문화(聾文化, deaf culture)는 청각 장애의 영향을 받고 수화를 의사 소통의 주요 수단으로 사용하는 사회적 신념, 행동, 예술, 문학적 전통, 역사, 가치 및 공동체의 공유 기관의 집합이다. 특히 문화 내에서 문화적 레이블로 사용될 때 청각 장애인이라는 단어는 종종 대문자 D로 쓰여지고 말과 수화에서 "큰 D 청각 장애"라고 불린다. 청각학적 상태에 대한 레이블로 사용되는 경우 소문자 d로 작성된다. 칼 G. 크로네버그(Carl G. Croneberg)는 "농문화"라는 용어를 만들었으며 1965년 미국 수화 사전의 부록 C/D에서 농문화와 청각 문화 간의 유추를 최초로 논의했다.